# V421 Большой Медведицы
V421 Большой Медведицы (лат. V421 Ursae Majoris) — двойная затменная переменная звезда типа W Большой Медведицы (EW) в созвездии Большой Медведицы на расстоянии приблизительно 1050 световых лет (около 322 парсеков) от Солнца. Видимая звёздная величина звезды — от +13,12m до +12,83m. Орбитальный период — около 0,2685 суток (6,444 часов).